# Bossuta Stefan
Bossuta Stefan war Erzbischof von Gnesen von 1027 bis 1028.
Er wurde in den Annales regni Polonorum deperditi erwähnt mit dem Sterbedatum 7. März 1028. Weitere zeitgenössische Nachrichten sind über ihn nicht überliefert.
Bossuta Stefan wurde 1027 oder 1028 Erzbischof nach dem Tod von Hippolytus.
Jan Długosz berichtete im 15. Jahrhundert von zwei Erzbischöfen, Bossuta bis 1038 und Stefan bis 1058. Diese Angaben sind unsicher.
Die Herkunft von Bossuta ist unbekannt. Die Namen weisen auf eine mögliche ungarische Herkunft. Die polnische Forschung nimmt meist einen slawischen Ursprung (Bożęta) an.